# Chramhesi
Chramhesi (Georgisch: ხრამჰესი) is een plaats in het zuiden van Georgië, gelegen in de regio Kvemo Kartli. Chramhesi werd in de jaren 1930 opgericht ten behoeve van de bouw en de operatie van de Chramhesi-I waterkrachtcentrale op deze plek wat ook de enige reden van bestaan is. De nederzetting is gesitueerd in de beboste kloof van de Chrami-rivier in het zuiden van de gemeente Tsalka op 1110 meter boven de zeespiegel. 
In 2019 kreeg Chramhesi de status nederzetting met stedelijk karakter (დაბა, daba) en is een van de kleinste plaatsen in Georgië met deze status.

## Historie
Vanaf begin jaren 1930 werd in de omgeving van Tsalka, centrumplaats van het gelijknamige district, een waterkrachtcascade gebouwd, bestaande uit een stuwmeer (het Tsalkareservoir) en een waterkrachtcentrale in de kloof van de Chrami-rivier, ongeveer 6 kilometer ten zuidoosten van Tsalka. In 1934 werd begonnen met de bouw van de waterkrachtcentrale en werd op deze plaats Chramhesi opgericht.

### Chramhesi-I en II
De waterkrachtcentrale werd gebouwd op ruim 1100 meter boven zeeniveau in de Chramikloof en krijgt via pijpleidingen aanvoer vanuit het Tsalkareservoir dat op 1500 meter boven zeeniveau ligt. De Chramhesi-I waterkrachtcentrale werd in december 1947 in gebruik genomen met een geïnstalleerd vermogen van 3x37,6 MW. Anno 2019 werkten er 63 mensen bij de centrale.
Aan de afvoerzijde van de centrale werd een klein reservoir aangelegd. In 1963 werd ongeveer 25 kilometer stroomafwaarts bij het dorp Ktsia (gemeente Dmanisi), na een bouwtijd van negen jaar, de op 800 meter hoogte gelegen Chramhesi-II waterkrachtcentrale in gebruik genomen. Deze centrale heeft een geïnstalleerd vermogen van 2x55 MW, waarmee de Chramhesi-cascade een van de grotere waterkracht energieleveranciers in Georgië is, verantwoordelijk voor ongeveer 4% van de energieproductie.
Chramhesi-II krijgt het water voornamelijk vanaf de Chramhesi-I centrale via een bijna 13 kilometer lange en vier meter dikke pijpleiding. Het krachtstation ligt 164 meter diep in de bovenzijde van de kloof. De oorspronkelijke plannen behelsden de bouw van nog twee centrales in de cascade, maar deze werden niet uitgevoerd.

### Inter RAO
In 1996 werden de waterkrachtcentrales geprivatiseerd en werd de operatie en beheer van de centrales met ingang van 2000 voor de duur van 25 jaar naar het in Nederland geregistreerde AES Georgia Holdings B.V. overgedragen. Dit bedrijf werd in 2003 door het aan de Russische staat gelieerde energiebedrijf Inter RAO overgenomen. De Georgische staat sloot in 2011 een overeenkomst met Inter RAO om het eigendom geheel aan het bedrijf over te dragen waarvoor Georgië ongeveer 100 miljoen dollar ontving, waarbij Inter RAO zich committeerde aan de bouw van extra waterkrachtcentrales in de Chrami.
De Chramesi waterkrachtcentrales werden ondergebracht in de Nederlandse offshore holding Gardabani Holdings BV. Georgië werd in 2022 door een internationaal arbitragehof veroordeeld tot de betaling van 80 miljoen dollar aan Inter RAO, nadat deze laatste een zaak had aangespannen vanwege het verlies van inkomsten door de devaluatie van de Georgische lari en het daarmee gepaard gaande verlies van inkomsten door een gefixeerd tarief.

## Demografie
Begin 2024 had Chramhesi 53 inwoners, een daling sinds de volkstelling van 2014. Volgens deze volkstelling waren Armeniërs de grootste bevolkingsgroep (41%), gevolgd door Georgiërs (33%) en Pontische Grieken (21%).
| Aantal                                 | - | 118 | 78 | 62 | 53 |
| Verantwoording data: Steden en daba's. |   |     |    |    |    |

## Foto's

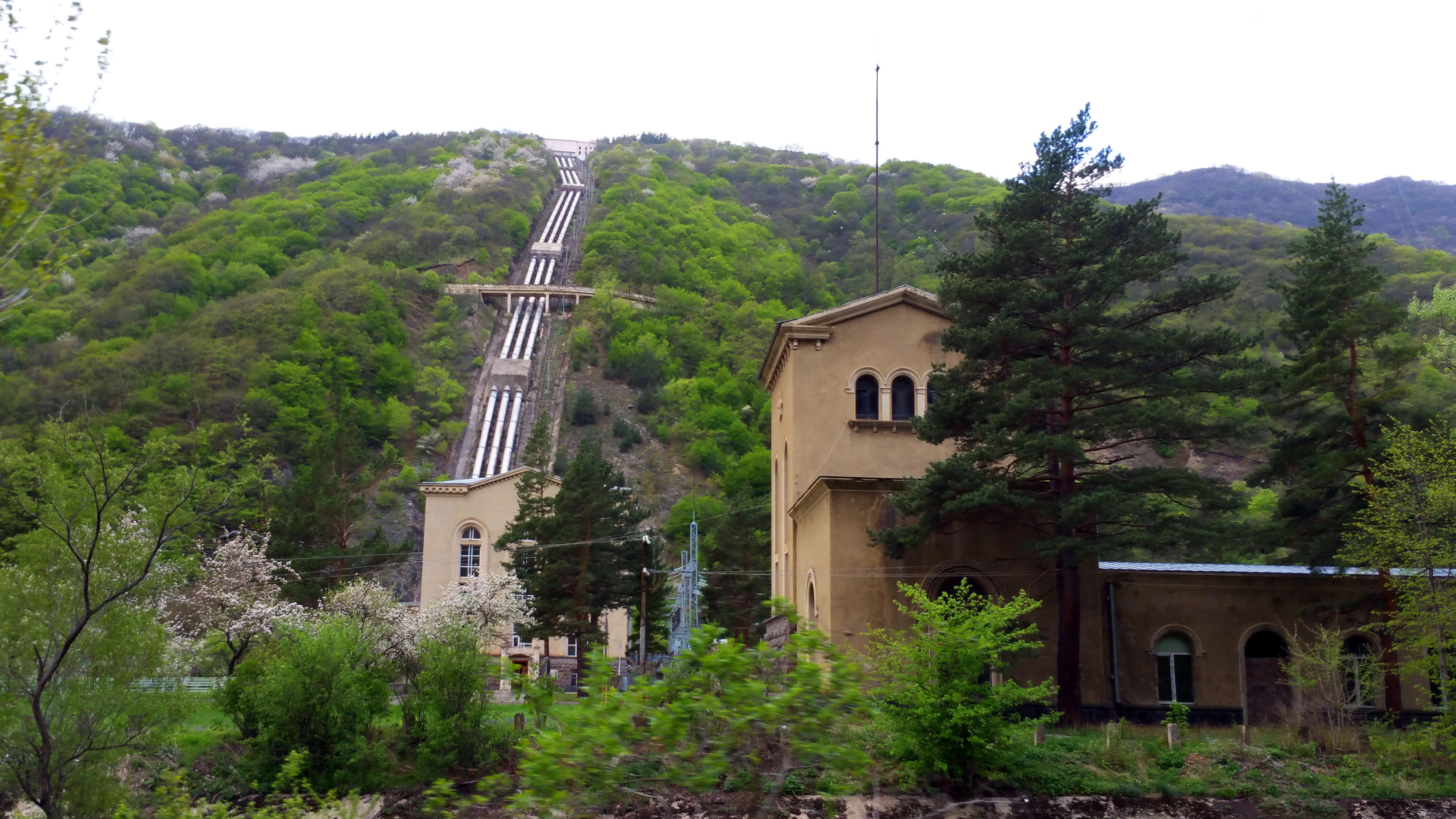
Water aanvoer cascade
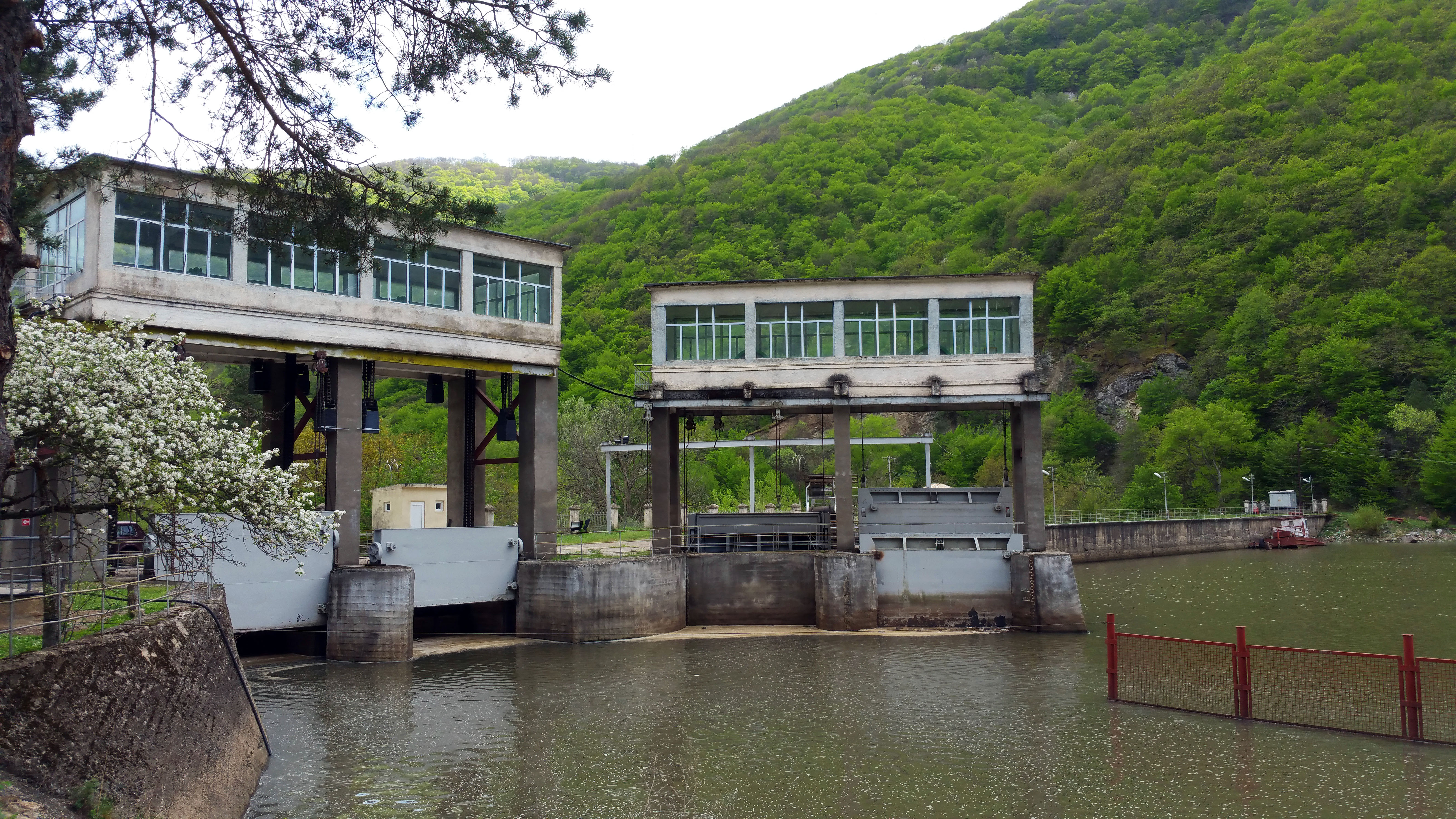
Chramhesi reservoir
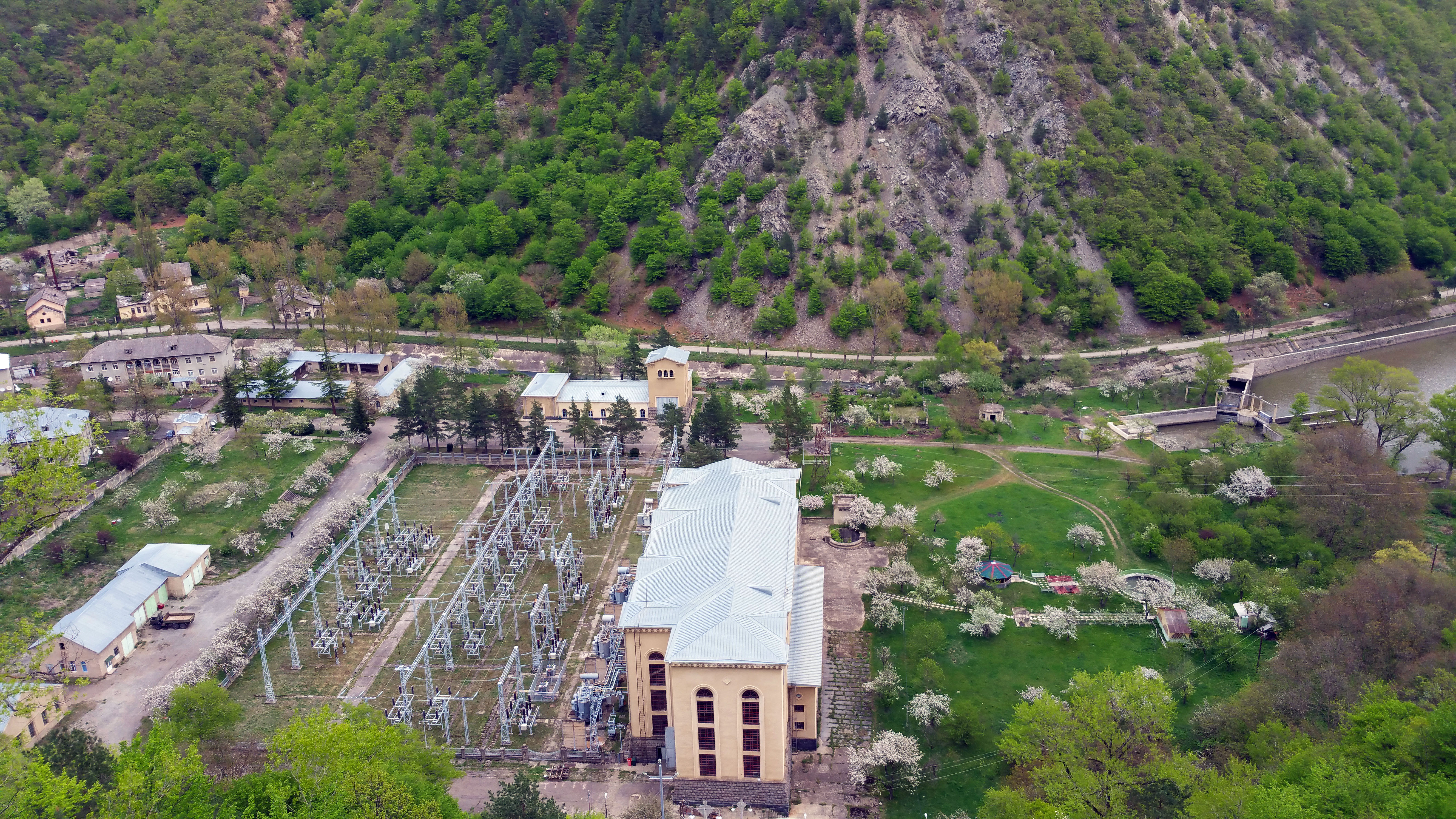
waterkrachtcentrale Chramhesi-I